# Akamaru
Akamaru ist die drittgrößte der Gambierinseln in Französisch-Polynesien. Die Fläche der Insel beträgt 2,1 km², ihre höchste Erhebung liegt auf 247 m über dem Meeresspiegel. Sie hat eine kleine Nachbarinsel, Mekiro. Das historische Dorf Tokani lag an der Nordseite der Insel. 2002 wohnten auf Akamaru 3 Familien mit insgesamt 11 Personen weiter südlich.
1797 wurde die Insel von James Wilson entdeckt. 1834 wurde mit der Christianisierung der Insel begonnen, 1841 folgte der Bau der Inselkirche Notre-Dame de la Paix. Obwohl die Insel, insbesondere die Lagune, landschaftlich attraktiv ist, existiert kein Tourismus. Lediglich Saisonarbeitkräfte kommen von Mangareva, um Orangen zu pflücken oder Reparaturarbeiten an der Kirche vorzunehmen. 

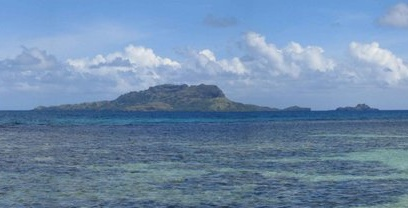
Akamaru, von Mangareva aus gesehen
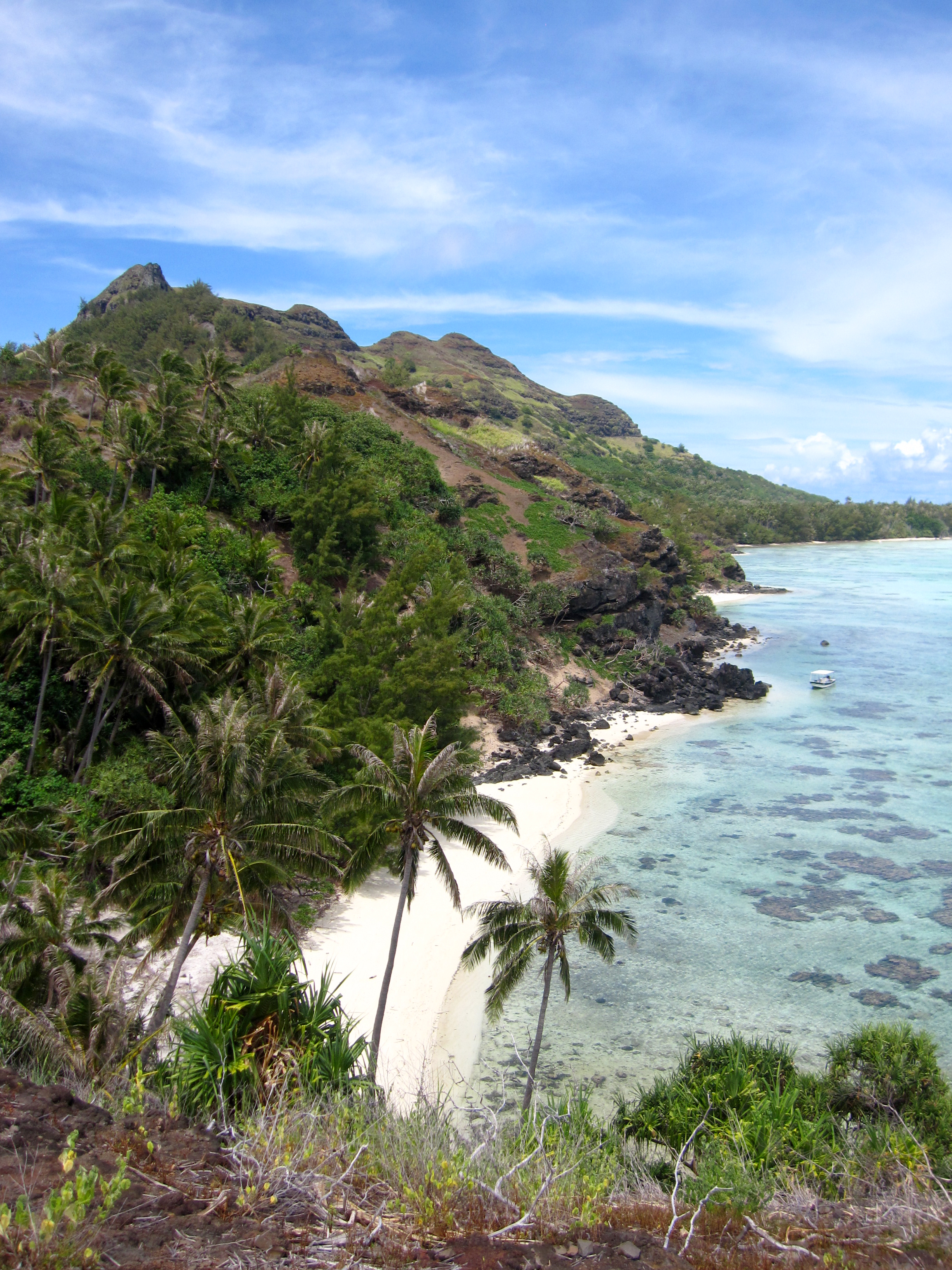
Küste
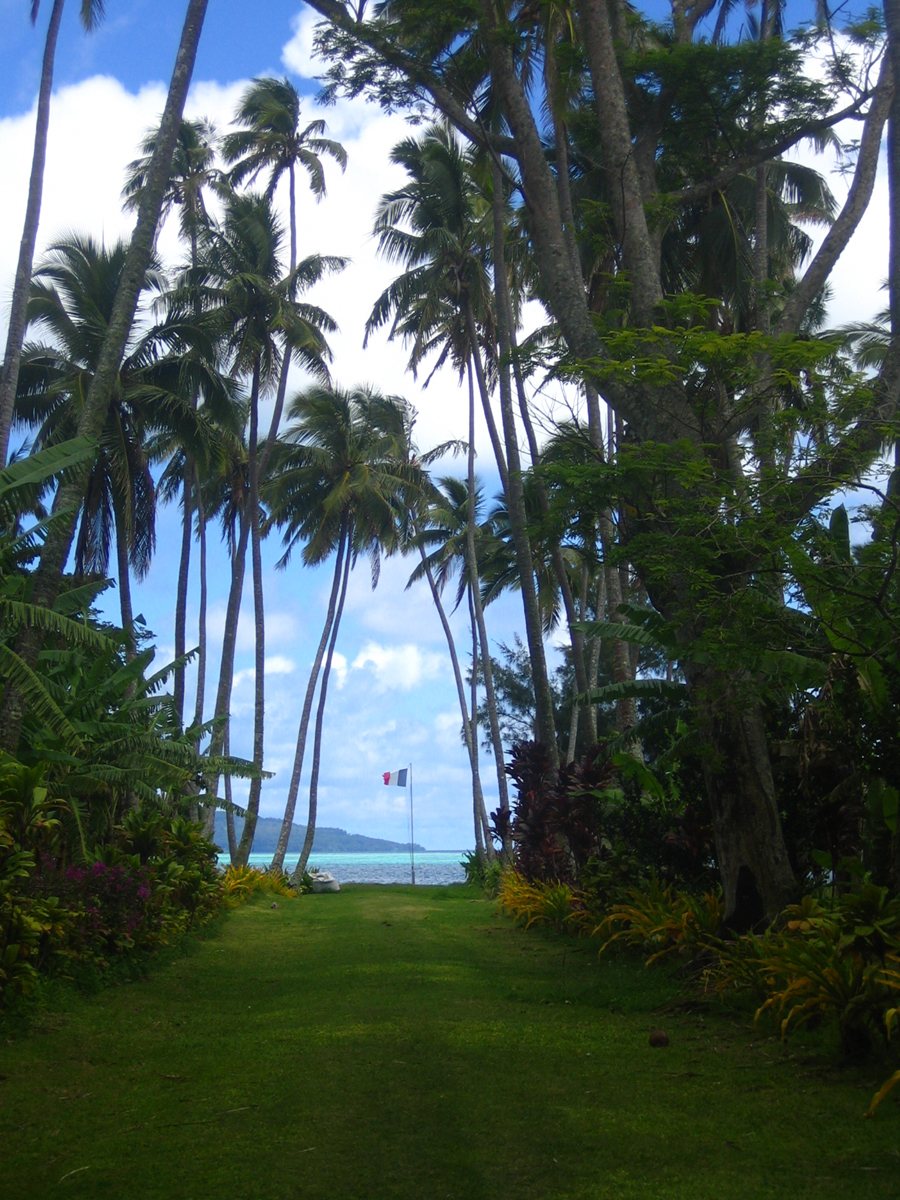
Kokospalmenhain
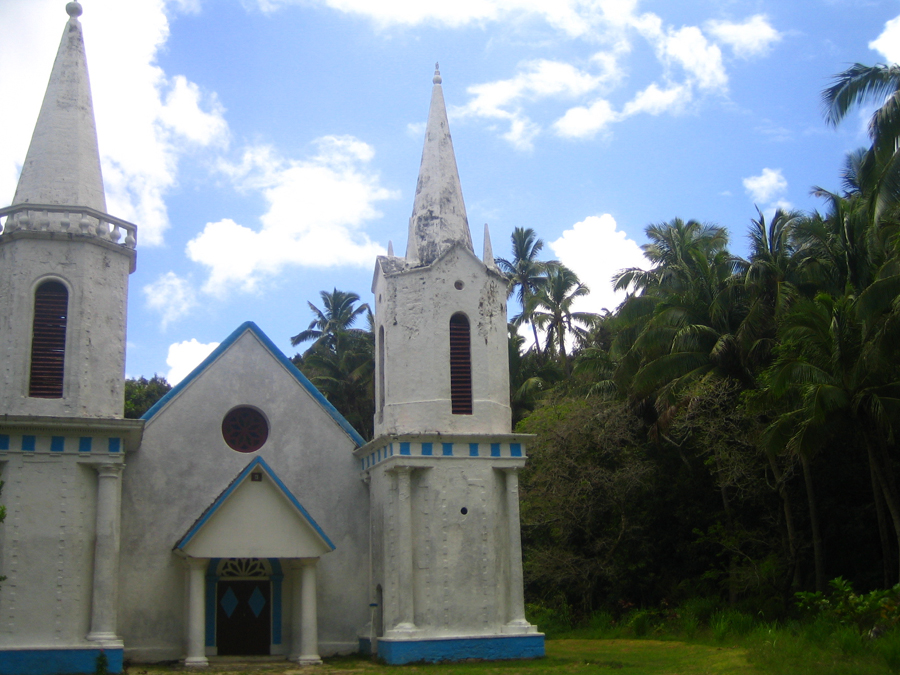
Kirche Notre-Dame de la Paix